# キヌクリジン
キヌクリジン (quinuclidine) は複素環式アミンの一種である。分子式 C7H13N、分子量 111.18、CAS登録番号は100-76-5、IUPAC名は1-アザビシクロ[2.2.2]オクタン 1-azabicyclo[2.2.2]octane である。ピペリジンの架橋体とも言える構造を有している。1,4-エタノピペリジン、1,4-エチレンピペリジンと呼ばれることもある。
天然物としてはキニーネの骨格に含まれている。「キヌクリジン」という名も、「quinine」＋「nuclear」（核）から命名されたものである。合成医薬としては、頻尿治療剤ソリフェナシンなどがこの構造を含む。

## 性質・用途
DABCOなどと同様に、環構造によってアルキル基が後ろ手に縛られた構造をとっているために窒素上の非共有電子対まわりの立体障害が小さく、鎖状のアミンと比較すると求核性が著しく高いことが特徴である。これを生かし、森田・ベイリス・ヒルマン反応の触媒などとして用いられることが多い。
キヌクリジンの2位がカルボニル基に置換されたキヌクリドン (quinuclidone) は、アミドでありながら加水分解しやすく、酸と塩を作るなど、通常のアミドとは違った性質を示す。